# Église Notre-Dame-du-Châtel
L'église Notre-Dame-du-Châtel (ou Notre-Dame-du-Chastel) est une ancienne église paroissiale et collégiale de la ville d’Autun, proche de la cathédrale Saint-Lazare. Elle a été entièrement démolie en 1794 et est créée à son emplacement la place Saint-Louis.

## Historique
La première attestation de l'église est un acte de 1204. D'après l'historien autunois Harold de Fontenay, elle pourrait être bien plus ancienne, l'édifice étant déjà en ruines au milieu du XVe siècle. En 1450, l'église est transformée en collégiale par le chancelier Nicolas Rolin — né dans la paroisse et baptisé dans l'église — et bénéficie d'un agrandissement.
Nicolas Rolin y a été inhumé, ainsi son fils Guillaume de Beauchamp et sa belle-fille Marie de Lévis, la femme de Pierre de Bauffremont Colette Rolin ou le comte de Bussy Roger de Bussy-Rabutin.
L'église est désacralisée puis démolie à la Révolution. Certains de ses matériaux ont servi à la construction de la maison no 10, rue de l'Arquebuse, sur laquelle on peut remarquer, dans une frise, deux médaillons d'empereurs romains provenant de la chapelle Poillot.
L'emplacement de l'église est nommé place de la Loi en 1794, un nom supprimé durant la Première Restauration, en 1814, pour celui de place Saint-Louis, en l'honneur du roi Louis XVIII.

## Art
Le tableau La Vierge du chancelier Rolin du peintre primitif flamand Jan van Eyck est initialement présenté dans la chapelle Saint-Sébastien de l'église Notre-Dame-du-Châtel, où sont enterrés les membres illustres de la famille du commanditaire Nicolas Rolin, chancelier du duc de Bourgogne, et où il fut baptisé.

## Archéologie
En 2020, la tombe de Nicolas Rolin a été découverte dans le chœur de l’ancienne église, sur la place Saint-Louis.